# 極楽寺 (河内長野市)
極楽寺（ごくらくじ）は、大阪府河内長野市にある融通念仏宗の中本山寺院。山号は錦渓山。河内大仏の存在で知られる。

## 歴史・概要
聖徳太子が推古天皇の病気平癒を祈願し、杉の根元に湧く霊水を差し上げたところ、たちまち平癒した。太子が薬師如来を彫刻し、本尊としたことが開基とされる。その後廃れた時期もあったが、1321年 (元亨元年) 、法明によって再興された。
高台に河内大仏が鎮座していることでも知られる。本殿は化政期からの遺構である。
明治期には石川を源泉とする極楽寺温泉が、寺内の湯屋兼備の宿泊施設である三笑館にあった。しかし大正初期までに、寺の趣旨にそむくとして、周囲の田畑を取り入れた極楽寺遊園を造園する形で、境内にあった温泉場、料理屋をすべて撤去しており、現存しない。

## 幼稚園
- 錦渓幼稚園を運営している[6]。

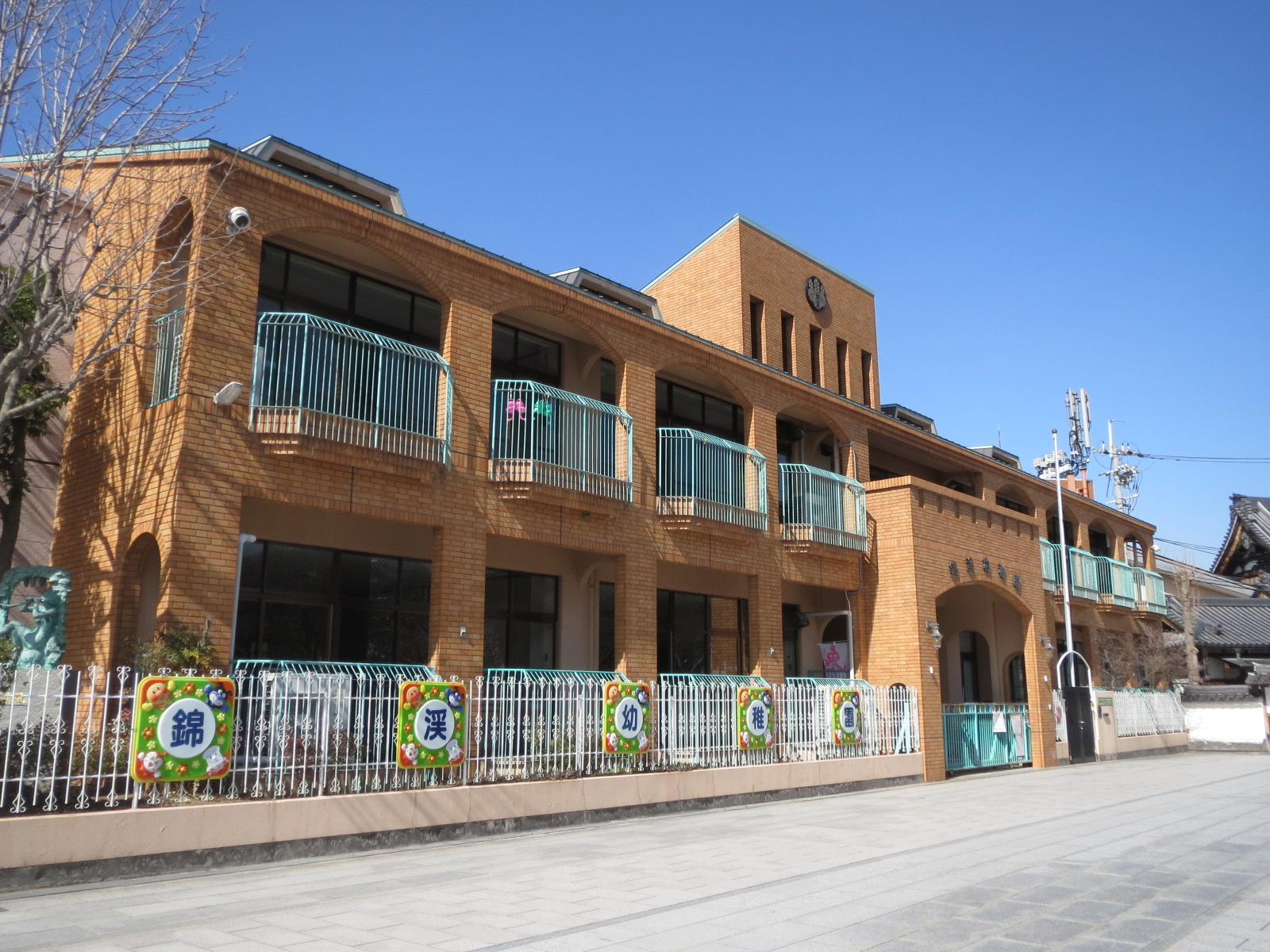
幼稚園舎（2020年3月）

  - クラス構成 – 満３歳クラス、年少組（３歳児）、年中組（４歳児）、年長組（５歳児）
  - 保育時間 - 月、火、水（第１，３，５は午前）、木、金
  - 教育目標 - 知育・徳育・体育を柱とした「全人教育」

## 現地情報

### 所在地
大阪府河内長野市古野町12-1

### アクセス
- 南海高野線河内長野駅から徒歩7分